# Lella Lombardi
Lella Lombardi (Frugarolo, 1941. március 26. – Milánó, 1992. március 3.) olasz autóversenyző nő, Formula–1-es pilóta volt.

## Pályafutása
Máig ő az egyetlen nő a Formula–1-ben, aki pontot szerzett. Mindezt az 1975-ös spanyol nagydíjon érte el, miután a 26. körben Rolf Stommelen hátsó szárnya leszakadt, és autója a nézők közé repült, akik közül öten meghaltak. Ezután a 30. körben megszakították a futamot, így a versenyzők felezett pontokat kaptak. A hatodik helyezett Lombardi így 0,5 pontot szerzett. Ő tartja még a legmagasabb rajtszám rekordját: mivel akkoriban nem volt állandó rajtszám, minden versenyen más rajtszámmal indultak a versenyzők. Az 1974-es brit nagydíjon, ami első versenye volt a Formula–1-ben, 208-as rajtszámmal állt volna rajthoz, de nem kvalifikálta magát.

## Eredményei

### Teljes Formula–1-es eredménysorozata
(Táblázat értelmezése)

(Félkövér: pole-pozícióból indult; dőlt: leggyorsabb kört futott) 

| Év   | Csapat               | 1      | 2   | 3      | 4      | 5      | 6      | 7      | 8      | 9      | 10     | 11     | 12     | 13     | 14     | 15  | 16  | Helyezés | Pont |
| ---- | -------------------- | ------ | --- | ------ | ------ | ------ | ------ | ------ | ------ | ------ | ------ | ------ | ------ | ------ | ------ | --- | --- | -------- | ---- |
| 1974 | Allied Polymer Group | ARG    | BRA | RSA    | ESP    | BEL    | MON    | SWE    | NED    | FRA    | GBR NK | GER    | AUT    | ITA    | CAN    | USA |     | –        | 0    |
| 1975 | Maki                 | ARG    | BRA | RSA Ki |        |        |        |        |        |        |        |        |        |        |        |     |     | 21.      | 0,5  |
| 1975 | March                |        |     |        | ESP 6‡ | MON NK | BEL Ki | SWE Ki | NED 14 | FRA 18 | GBR Ki | GER 7  | AUT 17 | ITA Ki |        |     |     | 21.      | 0,5  |
| 1975 | Williams             |        |     |        |        |        |        |        |        |        |        |        |        |        | USA Ni |     |     | 21.      | 0,5  |
| 1976 | March                | BRA 14 | RSA | USW    | ESP    | BEL    | MON    | SWE    | FRA    |        |        |        |        |        |        |     |     | –        | 0    |
| 1976 | RAM Racing           |        |     |        |        |        |        |        |        | GBR NK | GER NK | AUT 12 | NED    | ITA Ni | CAN    | USA | JPN | –        | 0    |

‡ A versenyt félbeszakították, és mivel nem teljesítették a táv 75%-át, így a helyezéséért járó pontoknak csak a felét kapta meg.

## Külső hivatkozások
- Profilja a grandprix.com honlapon (angolul)
- Profilja a statsf1.com honlapon (angolul)
- Profilja a driverdatabase.com honlapon (angolul)